# بيل بارلو
بيل بارلو هو سياسي كندي، ولد في 20 فبراير 1931 في كامبريدج في كندا، وتوفي بنفس المكان في 5 يوليو 2020. نشط حزبياً في حزب أونتاريو المحافظ التقدمي. وقد انتخب عضو برلمان مقاطعة أونتاريو ‏.